# Ashfield, New South Wales
Ashfield este o suburbie în Sydney, Australia.